# Lexy Ortega
Lexy Ortega (Camagüey, 8 de març de 1960) és un jugador i entrenador d'escacs italià, anteriorment cubà, que té el títol de Gran Mestre des de 2000. Nascut a Cuba, el 1991 emigrà a Itàlia, país del qual adoptà la nacionalitat i al qual representa des d'aleshores.
Tot i que roman inactiu des del juny de 2019, a la llista d'Elo de la FIDE del setembre de 2020 tenia un Elo de 2459 punts, cosa que en feia el jugador número 15 (en actiu) d'Itàlia. El seu màxim Elo va ser de 2498 punts, a la llista de juliol de 2001 (posició 587 al rànquing mundial).

## Resultats destacats en competició
De jove, fou campió de judo, però un accident que li costà el trencament d'un peu (el 1974) acabà abruptament amb la seva carrera d'arts marcials. Després d'això es dedicà completament als escacs, i molt aviat guanyà el campionat d'escacs júnior de Cuba (Sub-18) el 1978.
El 1986 fou el segon de Walter Arencibia, quan guanyà el Campionat del món juvenil a Gausdal. Ha estat, també, durant alguns anys l'entrenador de l'equip d'escacs nacional mexicà.
Ortega fou el capità de l'equip nacional italià femení a la 38a Olimpíada d'escacs a Dresden, on finalitzà en el 12è lloc de 114 equips, el seu millor resultat històric.
El 2009 guanyà el Campionat d'escacs d'Itàlia, a Sarre (Vall d'Aosta), després de disputar un play-off contra Michele Godena.

### Altres resultats en torneigs
- 1986: empatat als llocs 3r-4t a Erevan, on entre els participants hi havia Mikhaïl Tal, Oleg Romànixin, Iuri Balaixov i Lev Psakhis.
- 1988: 3r al Campionat d'escacs de Cuba (un lloc que repetiria el 1989).
- 1993: Empatat al primer lloc amb Sinisa Drazič, a Roma (Festival INPS).
- 1994: 1r a Nàpols; 2n a Imperia, darrere de Serguei Tiviàkov.
- 1996: 1r a Amantea; guanya el 28è campionat d'escacs italià per equips amb el "Circolo Scacchistico Averno" de Nàpols.
- 1997: 1r a Verona.
- 1999: 1r a Pàdua.